# Michael Sweet
Michael Harrison Sweet (n. 4 de julio de  1963 en Whittier, California) es un cantante, instrumentista, compositor y productor musical estadounidense de metal cristiano y hard rock. 
Sweet es más conocido por ser el cofundador y principal compositor de la banda de rock Stryper. Fue también el cantante y uno de los tres guitarristas en las giras del grupo Boston, hasta agosto de 2011.

## Biografía

### Juventud
Empieza a tocar la guitarra a la edad de 5 años, y a cantar a los 12. También aprende a tocar la batería, el piano y el bajo. Se empieza a interesar por el cristianismo después de ir con sus padres a la iglesia todos los fines de semana.

### Stryper
A principios de los 80 forma una banda junto a su hermano llamada Roxx Regime, realizando pequeñas actuaciones. Esta banda se convertiría en Stryper, formación que acaba con el estereotipo que asocia el Heavy metal con el satanismo.
Michael Sweet graba 5 álbumes de gran éxito que acaban siendo disco de oro y platino, además de recibir numerosos premios y fama mundial. Sin embargo, en la década de los 90 la popularidad del grupo empezó a decaer.

### Carrera en solitario
Después de 11 años en Stryper, Michael Sweet abandona la banda en 1992 para emprender su carrera en solitario. El primer álbum que saca es una demo, Unstryped. En 1994 lanza un álbum cuyo título es su nombre, vendiendo 250.000 copias. En 1996 lanza Real, nominado para un GMA Dove Awards. 
Su sencillo "Ain't No Safe Way", emitido en la MTV, genera controversia al defender la abstención sexual antes del matrimonio. El crítico de rock J. D. Considine, en el programa de la cadena VH1 "4 on the Floor", dice:

Podía haber cantado "Hola, soy el diablo, vamos a practicar sexo", y la MTV no lo hubiera emitido porque es una canción horrible, un video horrible, y no es el tipo de música que pone la MTV.

En esta época, Michael Sweet se traslada con su mujer a Massachusetts.
En 1998 graba un álbum demo independiente, Truth, bien recibido por la crítica. Ficha por Restless Records, y vuelve a grabar en 2000 dicho álbum con nuevas canciones. En 2006 lanza el disco Him, y en 2008 Touched, un disco de canciones clásicas de amor dedicadas a su mujer.
El 19 de agosto de 2007 actúa como cantante principal del grupo Boston en la ciudad del mismo nombre, y se une a ellos para la gira de verano de 2008.

### Boston
Empieza a tocar con Boston de forma oficial el 6 de junio de 2008 en Thunder Bay, Ontario, y continua con la gira "Gratest Hits". Corre el rumor de que Boston podría sacar disco en 2009 con Michael Sweet como vocalista.
En agosto de 2011, Sweet abandonó Boston para enfocarse en su trabajo con Stryper.

### Retorno de Stryper
Michael Sweet vuelve con Stryper, y en 2005 graban el disco Reborn. Su siguiente disco, Murder by Pride, se puede descargar durante los meses de mayo, junio y julio de 2009.
El 5 de marzo de 2009 se anuncia el fallecimiento de la esposa de Michael, Kyle Sweet, víctima de un cáncer de ovarios.
Para febrero de 2011, su banda Stryper puso a la venta el disco The Covering, que contiene doce covers de canciones de distintos grupos de heavy metal. Por primera vez en 20 años, fue grabado por los cuatro miembros originales del grupo.
Michael Sweet entró nuevamente a los estudios para grabar un nuevo disco como solista el cual ya lo tiene casi listo, así como un libro que publicará simultáneamente. El disco estará compuesto por canciones escritas por Sweet y no sólo contará con sus habilidades vocales, sino también con sus habilidades con la guitarra. El libro será una autobiográfico "decir todo", por así decirlo.
En enero del 2012 lanzó demos de 3 tres canciones las cuales son "TAKING ON THE WORLD TONIGHT", "UNSUSPECTING" y "ALL THAT'S LEFT(FOR ME TO PROVE)".
Además Michael habló de que el disco tendrá material en español lo que será nuevo para él.

## Discografía en solitario
- Unstryped (EP 1992)
- Michael Sweet (julio, 1994)
- Real (octubre, 1995)
- Truth (demo version) (1998)
- Truth (2000)
- Him (2006)
- Touched (2007)
- I'm Not Your Suicide (2014)
- One Sided War (2016)
- Ten (2019)